# Carnavalul (film din 1972)
Carnavalul este un film românesc din 1972 regizat de Ion Truică.